# Marián Zeman
Marián Zeman (ur. 7 lipca 1974 roku w Bratysławie) – słowacki piłkarz występujący na pozycji obrońcy. 

## Kariera klubowa
Zeman karierę rozpoczynał w 1992 roku w Slovanie Bratysława. W 1994 roku zdobył z nim mistrzostwo Słowacji, Puchar Słowacji oraz Superpuchar Słowacji. W 1995 roku ponownie wywalczył ze Slovanem mistrzostwo Słowacji. W tym samym roku odszedł do tureckiego İstanbulsporu. W lidze tureckiej zadebiutował 9 września 1995 roku w przegranym 1:2 meczu z Bursasporem. W İstanbulsporze występował przez dwa lata.
W 1997 roku Zeman przeszedł do holenderskiego Vitesse. W Eredivisie zadebiutował 19 sierpnia 1997 roku w przegranym 0:5 spotkaniu z Ajaksem. W 1998 roku zajął z Vitesse 3. miejsce w lidze. Sezon 1999/2000 spędził na wypożyczeniu w szwajcarskim Grasshopper Club Zürich. Następnie wrócił do Vitesse, a w 2001 roku ponownie został wypożyczony, tym razem do greckiego klubu PAOK FC. W 2003 roku Zeman został graczem portugalskiego SC Beira-Mar, gdzie w 2004 roku zakończył karierę.

## Kariera reprezentacyjna
W reprezentacji Słowacji Zeman zadebiutował 16 sierpnia 1994 roku w zremisowanym 1:1 towarzyskim meczu z Maltą. W latach 1994–2003 w drużynie narodowej rozegrał łącznie 27 spotkań i zdobył 2 bramki.